# Publio Petronio Turpiliano (console 61)
Publio Petronio Turpiliano (latino: Publius Petronius Turpilianus; prima del 18 – 68) è stato un politico romano, governatore provinciale dell'Impero.

## Biografia
Turpiliano era discendente dell'omonimo triumviro monetale e figlio dell'augure Publio Petronio, che era stato il governatore della Siria sotto Caligola e di Plauzia, sorella del primo governatore della Britannia, Aulo Plauzio. Dall'anno del suo consolato è possibile dedurre che nacque prima del 18. Apparteneva al ramo principale e più prestigioso della gens Petronia.
Nel 61 ricoprì l'ufficio di console ordinario, che esercitò probabilmente per soli sei mesi, in quanto fu mandato da Nerone come legato imperiale in Britannia, a sostituire Gaio Svetonio Paolino, iniziando una politica che fece meno ricorso alla coercizione. Nel 63 fu curator aquarum, responsabile, cioè, della fornitura di acqua a Roma. Dopo la soppressione della congiura di Pisone ricevette da Nerone gli ornamenta triumphalia. Nel 68 venne ucciso da Galba, successore di Nerone, in quanto era stato dux Neronis, "aiutante di campo di Nerone".